# Tiut´ky
Tiut´ky (ukr. Тютьки) – wieś na Ukrainie, w obwodzie winnickim, w rejonie winnickim, w hromadzie Łuka-Mełeszkiwśka. W 2001 liczyła 590 mieszkańców, spośród których 576 wskazało jako ojczysty język ukraiński, 9 rosyjski, 1 mołdawski, 1 węgierski, 2 białoruski, a 1 inny.